# Yumekui Merry
Yumekui Merry (夢喰いメリー Yumekui Meri?, lit. Merry, la come sueños) es un manga japonés de fantasía escrito e ilustrado por Ushiki Yoshitaka y publicado en la editorial Houbunsha en la revista Manga Time Kirara Forward. Una adaptación al anime de 13 episodios producida por J.C.Staff comenzó a transmitirse desde el 6 de enero de 2011 y finalizó el 7 de abril de 2011.

## Argumento
Yumeji Fujiwara es un joven estudiante que tiene el poder de ver el aura de los sueños de otras personas, y es capaz de predecir qué tipo de sueño tendrán la noche siguiente, esto después de un evento que ocurrió hace 10 años. Desde entonces, comenzó a tener sueños extraños con gatos que le seguían por una razón desconocida, es ahí donde aprende gracias al jefe del ejército de los gatos, John Doe, que su cuerpo es necesario para acceder al mundo real. Un día, cuando estaba a punto de volver a casa después de sus diligencias, una misteriosa chica cae encima de él. Esta chica llamada Merry Nightmare, está buscando una manera de volver a su mundo, es ahí cuando Yumeji decide ayudarla y es donde comienza a enterarse del mundo de los sueños y de los demonios de sueños.

## Terminología
- Numa (夢魔?)

Traducido como Demonio del Sueño, son seres que sólo habitan en el mundo de ensueño, normalmente poseen a personas en un sueño para poder viajar a nuestro mundo, por ley de la naturaleza no pueden estar en nuestro mundo sino es a través de la posesión de un humano, también hay Demonios del sueño curiosos y otros sin malas intenciones que poseen a un humano.
- Daydream

Espacio y tiempo ubicado entre el mundo Humano y el mundo de los sueños, donde sólo los muma pueden llegar a él; desde la perspectiva humana viene a ser como "soñar despierto" quedando el cuerpo desconectado de la realidad, sin embargo un Daydream en el mundo humano puede darse por unos segundos cuando en realidad dentro de él pueden pasar muchas horas. El Daydream está relacionado solo cuando un demonio del sueño lo decida o cuando quiera capturar el vacío del corazón de algún humano.
- Recipiente

Es el denominativo que le dan los Demonios del sueño a los humanos. El término que Merry siempre utiliza es "Una vez que eres un recipiente, ya es demasiado tarde", y significa que una vez que ha sido poseído por el Demonio del sueño ya no podrá sacarlo ya que está relacionado muy profundamente con los sueños del Humano, si el Demonio del sueño es destruido en el Daydream, los sueños del recipiente humano también.

## Personajes
Yumeji Fujiwara (藤原 夢路 Fujiwara Yumeji?)
Voz por: Nobuhiko Okamoto, Blake Shepard (inglés)
Yumeji es el personaje humano principal de la serie. Es un estudiante de Secundaria, recibió hace 10 años la capacidad de percibir el aura de los sueños de la gente, que le permite predecir qué tipo de sueños van a tener. Es perezoso, pero de un carácter fuerte y muy determinado con un corazón de oro, que estará siempre dispuesto a ayudar a los demás. También es miembro del club de Literatura en su escuela, y es un gran fan de un superhéroe llamado Guricho (Esguince) que es una parodia de un personaje real de TV que recibió un esguince por intentar hacer una proesa personalmente. Conoce a Merry cuando ella se encontraba en un árbol y cae justo encima de él al intentar espantar cuervos que parecían querer hacerle daño. es por ella cuando Yumeji se entera del mundo de los sueños y de la relación que tenían sus poderes con ciertos sucesos que estaban sucediendo últimamente en la escuela. Vive en la casa de su amiga de la infancia Isana.
Merry Nightmare (メリー・ナイトメア Meri Naitomea?)
Voz por: Ayane Sakura, Hilary Haag (inglés))
La heroína no humana de la serie. Se hace llamar Yumekui Merry. Ella es un demonio de los sueños que a diferencia de los "muma" ella los envía de vuelta a su mundo cuando aparecen en un Daydream para atrapar a algún humano y poseer el vacío en su corazón. ella es un demonio del sueño que puede caminar libremente por la realidad sin un recipiente y entrar a libertad en un Daydream, sin embargo ella desconoce quien es ni de donde viene ni qué es. A ella no le gusta lo picante o la Soda, y lo que más le gusta son las Donas y los videojuegos, en realidad todo lo de nuestro mundo le parece encantador, desconocido y nuevo. 
Isana Tachibana (橘 勇魚 Tachibana Isana?)
Voz por: Ai Kayano, Brittney Karbowski (inglés))
Isana es una amiga de la infancia de Yumeji. Es la hija del cocinero de un restaurante de la ciudad, es una chica amable, tierna y muy tímida que trabaja con su padre. Parece tener un interés aunque ella lo niega en Yumeji pero al final es gratitud gracias a que él la salvó cuando estaba a punto de caer de un campo de juegos cuando era joven.
Yui Konagi (光凪 由衣 Kōnagi Yui?)
Voz por: Tomoko Akiya, Luci Christian (inglés))
Yui es una chica que se encuentra con Yumeji en un centro comercial. Ella tiene un gran interés en los títeres, y es la recipiente de otro Demonio de sueños por conveniencia llamada, Engi Threepiece, tiene un carácter tan apacible, amable y con sentido de la justicia que acepta en un acuerdo mutuo a Engi para ayudarla en una misión. Ella es nieta de un Doctor y ayuda en lo que puede en la clínica en donde ella vive.
Engi Threepiece (エンギ・スリーピース Engi Surīpīsu?)
Voz por: Aya Endō, Shannon Emerick (inglés))
Engi es un demonio de los sueños, a diferencia de Merry necesita de un recipiente humano para acceder al mundo real. Ella quiere vengar a su hermana mayor Patti, que fue engañada en ir al mundo real y terminó muriendo, por lo que pidió ayuda a Yui en sus sueños para buscar a un demonio llamado Pharaos Heracles, pues ella cree que es el responsable de la muerte de Patti. A pesar de que sólo puede aparecer físicamente en sueños, puede usar el cuerpo de Yui para hablar con los demás en el mundo humano. Es llamada por Merry como: "La mujer-Nasu". Posee una espada con que lucha en el Daydream con otros demonios del sueño malvados, su técnica especial es "Luz Violeta, Sannasubi".

### Malvados Demonios del Sueño
Pharos Hercules (ファロス エルクレス Farosu Erukuresu?)
Voz por: Kenta Miyake, David Matranga (inglés)
El enemigo principal, es un demonio del sueño que dirige un grupo demonios en el mundo real para que estos puedan poseer a los seres humanos, más datos y poderes aún desconocidos.
Chain Noir (チェイン ノワール Chein Nowāru?)
Voz por: Yuka Iguchi, Maggie Flecknoe (inglés)
Un demonio de sueños al servicio de Heracles, utiliza unas cadenas para atrapar a sus enemigos. Ella utiliza a una pequeña niña como su recipiente.
"Maze" Lansborough (ランズボロー Meizu Ranzuborō?)
Voz por: Hiroyuki Yoshino, Greg Ayres (inglés)
Un demonio del sueño al servicio de Heracles, utiliza como recipiente a un hombre. Su mundo es una ilusión de un enorme laberinto circense, y utiliza constantemente sus palabras astutas al acecho de sus oponentes.

### Personajes secundarios
Mei Hoshino (星野 鳴 Hoshino Mei?)
Voz por: Natsumi Takamori, Emily Neves (inglés)
Es una amiga de Yumeji, y líder del club de Literatura. Es una chica amable y de voz suave, con el pelo verde y gafas, que termina siendo la víctima de un demonio de sueños llamado Chris. Aunque este solo quería conocerla y compartir sus sueños.
Takateru Akiyanagi (秋柳 貴照 Akiyanagi Takateru?)
Voz por: Shinnosuke Tachibana, Christopher Patton (inglés)
Otro amigo de Yumeji, y miembro del club de Literatura. Le encanta escribir Haiku) y se ve a menudo con una pluma y un pedazo de papel para escribir en él.
Saki Kirishima (霧島 咲 Kirishima Saki?)
Voz por: Mariya Ise, Shelley Calene-Black (inglés)
Una amiga de Yumeji, y miembro del club de Literatura. Es una marimacho (y de hecho tiene un gran busto), además ella está fascinada por la capacidad de Yumeji para ver el aura de los sueños. Parece tener un interés en Akiyanagi desde que él la salvo de unos chicos que la estaban molestando en la playa.
Chaser John Doe (チェイサー ジョン・ドゥ Cheisā Jon Du?)
Voz por: Nakata Jouji
Un demonio de sueños, según sus palabras es un cazador de la verdad, de ahí su apodo The Chaser, líder del ejército gato que aparece en los sueños de Yumeji. Él parece tener un interés en Yumeji, con el fin de obtener su cuerpo para entrar en el mundo real.

### Personajes originales del anime
Chizuru Kawanami (河浪 千鶴 Kawanami Chizuru?)
Voz por: Kana Ueda, Melissa Davis (inglés)
Un personaje original del anime, Chizuru es una misteriosa estudiante de intercambio, y el objetivo de Isana, quien trata de hacer amistad con ella. Ella parece tener un interés en los sueños de otras personas.
Mystletainn (ミストルティン Misutorutin?)
Voz por: Sayuri Yahagi, Monica Rial (inglés)
Es un malvado demonio de sueños que aparece en el anime quien en dos oportunidades se encuentra con Merry y Yumeji. Puede implantar mumas dentro de recipientes, y utiliza esta técnica para plantarlos y luego destruir el sueño de sus recipientes.

## Lanzamiento

### Manga
El manga de Ushiki Yoshitaka comenzó a serializarse en la revista Manga Time Kirara Forward desde el 10 de agosto de 2008 y actualmente esta en curso. Veintiún volúmenes tankōbon han sido publicados hasta el momento mientras que el primer volumen de ellos lo fue el 27 de octubre de 2008.

### Anime
Una adaptación al anime de 13 episodios producida por J.C.Staff y dirigido por Hideki Shirane salió al aire en Japón a partir del 6 de enero de 2011. El Opening del anime es "Daydream Síndrome", interpretado por Marina Fujiwara y compuesta por IOSYS, mientras que el Ending se llama "Dreams and Hopes and the Me of Tomorrow" (ユメとキボーとアシタのアタシ Yume to Kibou to Ashita no Atashi?), interpretado por Ayane Sakura, seiyū de Merry, y es compuesto por ARM y Minami de IOSYS. El anime ha sido licenciado en Norteamérica por Sentai Filmworks con el título Dream Eater Merry.